# أسو جديد
أسو جديد (بالفارسية: اسوجدید) هي مستوطنة تقع في قسم بسكلوت الريفي (مقاطعة غناباد) في إيران. يقدر عدد سكانها بـ 61 نسمة بحسب إحصاء 2016.